# Español venezolano

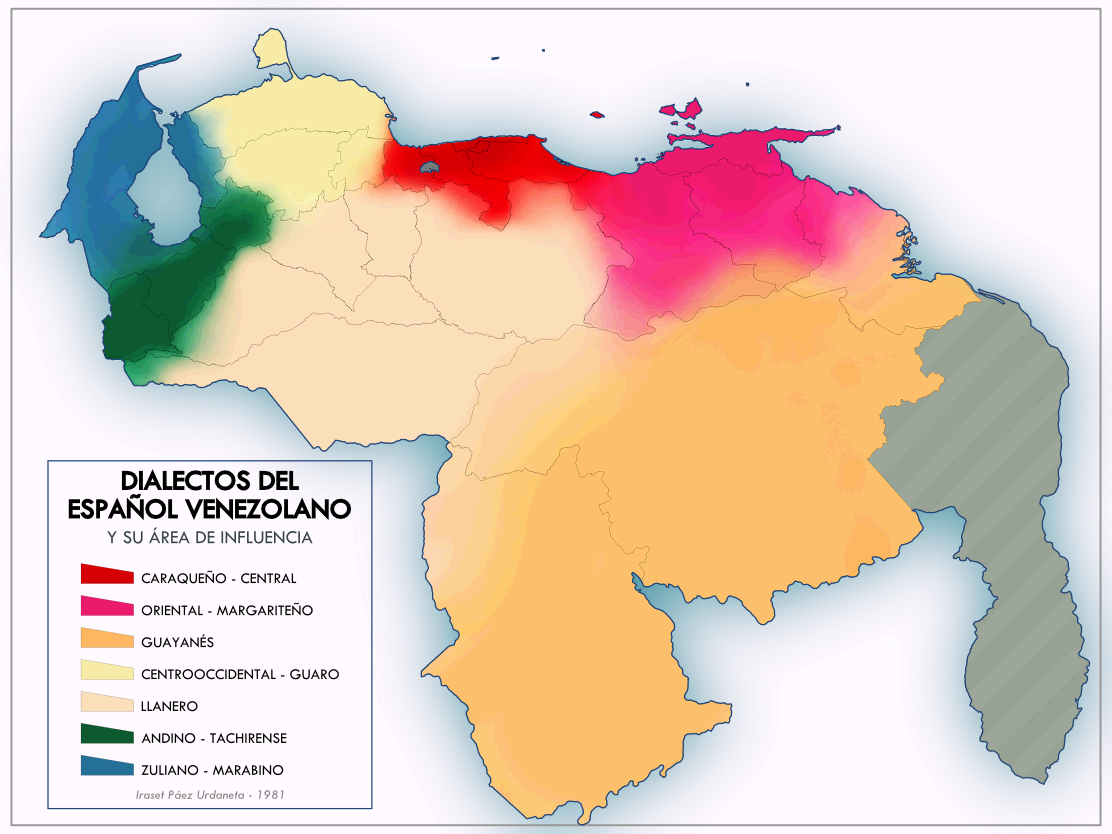
Dialectos que existen en Venezuela

El español venezolano o castellano venezolano es el nombre utilizado por la sociolingüística para designar, de manera colectiva, a las variedades del español de Venezuela. En general, gran parte de los dialectos venezolanos son variedades caribeñas de español. Por la ambigüedad del término «dialecto», estas variedades no se catalogan formalmente a nivel académico como tales, a pesar de las diferencias importantes, incluyendo el voseo y el ustedeo.
Debido a que la Constitución en su artículo noveno especifica «El idioma oficial es el castellano», existe una preferencia marcada en el uso de esa denominación, aunque no se rechaza el término «español».

## Origen
El idioma castellano llegó a Venezuela con la conquista española llevada a cabo desde los primeros años del siglo XVI. La mayoría de los conquistadores y colonos eran originarios de las regiones donde se hablaban variedades de español meridional como Andalucía, Extremadura y las islas Canarias. Además, las olas de migrantes provenientes de diferentes partes de Italia desde la época virreinal y la fuerte inmigración proveniente de Portugal influyeron mucho en el castellano hablado en el país. El de las regiones mencionadas constituye la base del moderno castellano hablado en Venezuela.

## Elementos característicos

### Fonética y fonología
Características particulares del idioma español en Venezuela conocidas como «venezolanismos» (típicos cambios de una región como ocurre en todas las regiones de los países del mundo, sin que esto convierta, necesariamente, el idioma de la región en un dialecto o subdialecto) que sin ser similar guarda una estrecha similitud con el dialecto andaluz:
- Sólo en el habla coloquial suele aspirarse la /s/ final de las sílaba y, usualmente se cambia por una /h/ si la siguiente palabra empieza en consonante (transformando «adiós» en adioh y «casas» en casah). Además, se suele perder la d intervocálica (melao en vez de «melado»; pelao en vez de «pelado», pescao en vez de «pescado»), incluso al final de la palabra. Con esta elisión, los sufijos -ado, -edo e -ido (y sus correspondientes formas femeninas) se convierten en -ao, -eo e -ío. Esta característica se acentúa en los hablantes de la zona de Los Llanos y Centro Occidente (Lara y Falcón).
- Seseo (la s, c y z se pronuncian como s), rasgo compartido por todos los dialectos hispanoamericanos.

### Morfología y sintaxis
- Un uso que comparten los venezolanos con los colombianos, dominicanos, cubanos, costarricenses y puertorriqueños es el uso del diminutivo terminado en -ico o -ica, pero solo se usa con raíces terminadas en -t: «ratico, momentico, gatico», o bien se usa combinado con el sufijo -ito.
- Es común el tuteo en el hablar diario, y el uso del «usted» se limita a situaciones de mayor formalidad o al dirigirse a personas de mayor edad o mayor jerarquía. En cambio, en las zonas andinas cercanas a Colombia es común el «ustedeo» o trato de «usted» entre familiares y amigos por encima del tuteo.
- El voseo está extendido en amplias zonas occidentales del país. Existen dos variantes de voseo en Venezuela, voseo zuliano y andino, el voseo zuliano es mayormente hablado en el estado de Zulia, Falcón y menor medida en Mérida, este tipo de voseo se usa en pocas partes de América con la forma verbal originaria, en Zulia se dice: (Vos bailáis) o (Vos cantáis). El voseo andino es hablado en la región andina de Venezuela, tiene las mismas características del voseo rioplatense, sin embargo, el voseo andino es solo verbal.
- A pesar de ser un país ubicado en Sudamérica, el español venezolano comparte muchas características con las otras variantes del Caribe debido a su influencia económica, sustento de las islas con tierra firme.
- Es costumbre del venezolano formar expresiones en sentido figurado con las expresiónes más... que..., las cuales pueden en algunos casos ser jocosas. Por ejemplo: más peligroso que un mono con una hojilla, más pesado que un matrimonio a juro; entre muchas otras.

## Léxico y expresiones

### Influencia indígena

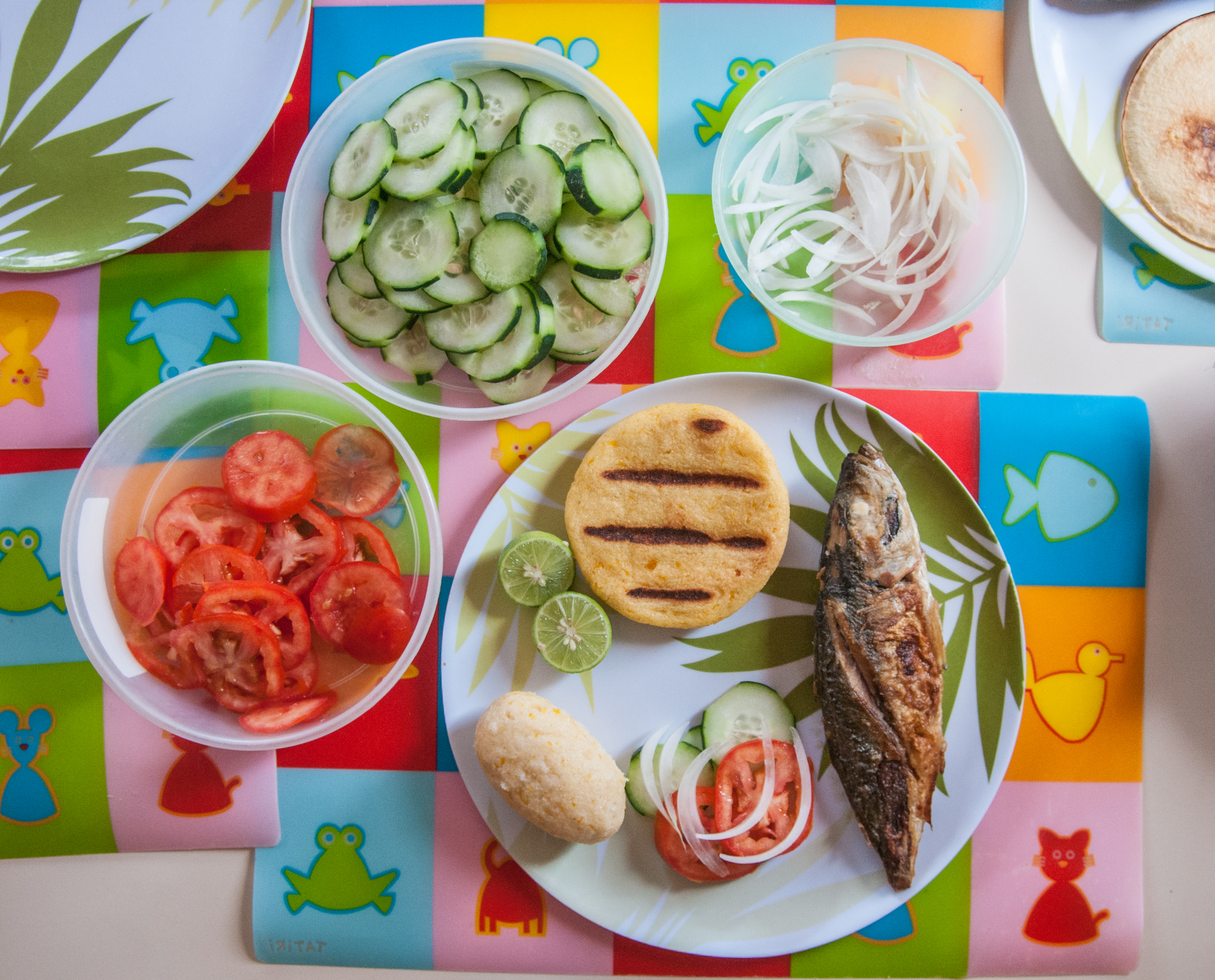
La Arepa es un plato típico en Venezuela.

El castellano venezolano, como el del resto de Hispanoamérica y el castellano en general, ha tomado numerosas palabras de los idiomas indígenas. Algunos ejemplos:
- Arepa (del caribe).
- Auyama (del arahuaco).
- Budare (del caribe).
- Casabe (pan de yuca) y conuco (huerto) del taíno.[2][3]
- Chinchorro (del chaima).
- Ocumo (del arahuaco).
- Onoto (de anoto, palabra del tamanaco).
- Totuma o tutuma (del chaima)[4]

### Expresiones propias y de origen popular de Venezuela
| Expresión                    | Significado/Origen |
| ---------------------------- | --- |
| A juro                       | Por obligación, forzado, coaccionado, bajo amenaza. También significa una condición necesaria o sine qua non. |
| Antiparabólico/a             | Persona sin cuidado, que se toma las cosas muy a la ligera. Alguien que no le da mucha importancia a determinadas situaciones. |
| Arrechera                    | Enojo y rabia. |
| Arrecho/a                    | Alguien que está molesto/a o enojado/a. También se utiliza para referirse a algún objeto que sea de buena calidad. Por ejemplo: «esos zapatos están arrechos». De igual manera, también sirve para señalar a alguien que está siendo cínico o descarado. Por ejemplo: «tú sí eres arrecho/a».                      |
| Arrocero                     | Persona que acude a fiestas donde no es invitado (también se le dice colea'o). |
| Bachaquero/a                 | Persona que compra productos y revende con sobreprecio, aprovechándose de la crisis en Venezuela. |
| Bala fría                    | Dícese del bocadillo, alimento compuesto de un pan alargado abierto o partido en dos y relleno. Por extensión se le aplica también a cualquier comida rápida. |
| Bucear                       | Mirar a una persona de forma lasciva (especialmente un hombre a una mujer) "ese hombre está buceando". |
| Burda                        | Sinónimo de muy o mucho. |
| Bruja                        | Dícese a la persona, que generalmente tiene la costumbre de hablar mal de otra persona que no esté en su presencia o suele traicionar a alguien. Generalmente esta expresión es usada por los delincuentes o jóvenes.                                                                                              |
| Cachapera                    | Es el nombre común (peyorativo) de las lesbianas en el país o donde venden cachapas, un pan de maíz amarillo tierno parecido a la panqueca. |
| Calar                        | Aguantar o soportar alguna situación. Por ejemplo: «no me calo más esto». |
| Carajito/a                   | Niño/a. |
| Catire/a                     | Rubio/a |
| Chamo/a                      | Persona joven. Muchacho/a. |
| Chigüire/a                   | Persona fracasada. También puede referirse a una persona estafadora o que roba cosas de poco valor. Por ejemplo: «chigüirearon a Alberto. Compró diez panes, pero en la bolsa sólo habían cinco». La palabra Chigüire hace referencia a un roedor de gran tamaño que habita en América.                            |
| Choro/a                      | Es el sinónimo de una persona que es ladrona o delincuente. |
| Chinazo                      | Frase con doble sentido. |
| Chulo/a                      | Persona que se divierte, come o se beneficia a expensas de otros sin aportar medios para tal fin. Por ejemplo: «Jessica se está chuleando a el tipo ese». |
| Cola                         | Se usa para referirse al tráfico. También se dice cuando una persona lleva a otra a algún lugar (aventón). Por ejemplo: «Mariana me dió la cola hasta mi casa». |
| Colearse                     | Adelantarse en una fila de personas o acudir a eventos o fiestas donde no se está invitado. |
| Coñazo                       | Golpe de alta contundencia. |
| Cuaima                       | Mujer sumamente celosa, de mal carácter, maliciosa y dominante. El término «cuaima», es en referencia a la culebra Lachesis muta que habita en Venezuela y en otros países adyacentes. |
| Curda                        | Cerveza o cualquier otra bebida alcohólica. |
| De pana                      | Honestamente, de verdad, sinceramente, realmente. |
| Guachafa o Guachafita        | Significa burla o tomarse las cosas con poca seriedad. Por ejemplo: «Carlos ya me tiene harto con su guachafita» |
| Guarapo                      | Término que se utiliza para nombrar jugos a base de agua. Por ejemplo, el jugo de la caña dulce exprimida, que por vaporización produce el azúcar. También por extensión se le da este nombre a las tisanas que se consumen a modo medicinal. Un café suave o claro también es llamado guarapo. Más agua que café. |
| Guayoyo                      | Café muy diluido con agua caliente para suavizarlo. Es el famoso café americano. |
| Guarimba                     | Término coloquial que se utiliza para referirse a trancar calles, incendiar neumáticos y protestar en contra del gobierno o alguna situación político/social. Quienes hacen esta acción, se les llama «Guarimberos/as».                                                                                            |
| Güevo                        | Pene. |
| Jalabola                     | Persona que anda detrás de otra como un arrastrado, con halagos exagerados, humillándose para obtener algo. Por ejemplo: «Julián está dentrás de su jefe jalándole bolas». Éste término podría considerarse sinónimo de adulador, lacayo, lamebotas o chupamedias.                                                 |
| Jeva                         | Mujer, generalmente joven. También denota a la compañera sentimental (novia). |
| Ladilla                      | Adjetivo que se le da a una persona, una situación, una tarea, o un estado de ánimo que provoca fastidio o molestia constante. |
| Lambucio/a                   | Persona que siempre piensa en comer, al punto de hacerlo por gula, y que a pesar de haber comido, está buscando la comida de otros. Una persona lambucia también es alguien que no comparte. El término podría considerarse sinónimo de egoísta, miserable o «muerto de hambre».                                   |
| Lechúo/a                     | Sinónimo de suertudo. Persona que logra siempre lo que se propone. |
| Monte                        | Hierbas en general o terreno baldío con vegetación más o menos tupida. |
| Morocho/a                    | Gemelo/a o mellizo/a. |
| Ñapa                         | Agregado, extra. Se usa popularmente con frases como: «dame la ñapa». |
| Pacheco                      | Frío. Llegó Pacheco es una frase utilizada por el venezolano asociado a la Navidad y el comienzo del frío del fin de año. |
| Pajuo/a                      | Chismoso/a. Ejemplo: «Fabián le echó paja a su hermana. La delató con sus padres. Es un pajuo». |
| Pana                         | Amigo/a o compañero/a. |
| Papelón                      | Panela de azúcar que se utiliza para realizar una bebida o guarapo con limón, llamada comúnmente «Papelón con limón». |
| Papá (o mamá) de los helados | Persona con liderazgo notable. |
| Pela                         | Paliza, golpiza. Cuando se golpea reiteradamente con cinturón también se le dice cueriza. Así mismo, esta palabra también se emplea cuando se obtiene una victoria con una ventaja inconmensurable. |
| Pavoso/a                     | Es el antónimo de Lechú'o/a. Es decir, la persona que tiene mala suerte. El término «pava» o «mala pava», significan mala suerte. |
| Pecueca                      | Mal olor en los pies. |
| Pelabola                     | Persona que carece de dinero. Por ejemplo: «Héctor me dijo que no tiene dinero para viajar con nosotros. Está pelando bolas. |
| Pepón                        | Cuando pasa algo bueno o para referirse a una cosa de buena calidad. |
| Piche                        | Dicho de un alimento: descompuesto / dicho de una cosa: que tiene poco valor o que ha visto reducido su valor o su importancia / dicho de una cosa con mal olor. |
| Pichirre                     | Egoísta, mezquino/a o tacaño/a. |
| Pilas                        | Individuo inteligente, astuto, atento o perspicaz. |
| Pirata                       | Término que se usa para describir un producto de mala calidad o una imitación de alguna marca original. Por ejemplo: «Ernesto compró un perfume marca Carolina Herrera, pero creo que es pirata». |
| Ponchao                      | En mala situación. En Venezuela se ha incorporado al habla popular términos de argot beisbolístico dada su afición a este deporte. |
| Rascao/a                     | Persona que está bajo los efectos del alcohol. Borracho/a. |
| Santamaría                   | Puerta o reja arrollable de un local comercial. |
| Sifrino/a                    | Joven pretencioso o engreído. |
| Soplao, Mandao o Pirao       | Que parte a gran velocidad. |
| Tierruo/a                    | Persona marginal, de estato social ínfimo, vulgar y de poca educación. |
| Totona                       | Vagina. |
| Violín                       | Mal olor corporal proveniente de las axilas. También se conoce con el término «tufo». |
| Sapo/a                       | Persona chismosa o delatora. |

### Expresiones venezolanas
Otra de las particularidades del español venezolano es la utilización de hipocorísticos, algunos ejemplos serían: Pancho, Fran, Chico para alguien llamado Francisco. Chucho, Chuo, Chu, Chuy para referirse a alguien llamado Jesús así como también Cheo, Che, Sé para llamar a alguien de nombre José, Goyo para Gregorio etc.
Del mismo modo pueden ser combinados para personas con segundos nombres, un ejemplo sería José Manuel por Sema o Chema, María Fernanda por Mafer, Marifer o Mariafer, Juan Carlos por Juanca, María Alejandra por Mariale, Juan Pablo por Juanpa, José Luis por Chely, Luis Fernando por Luisfer, María José por Majo, María Alexandra por Marialex etc. Cabe destacar que en algunos casos el uso es carente de alguna relación con el nombre de pila.

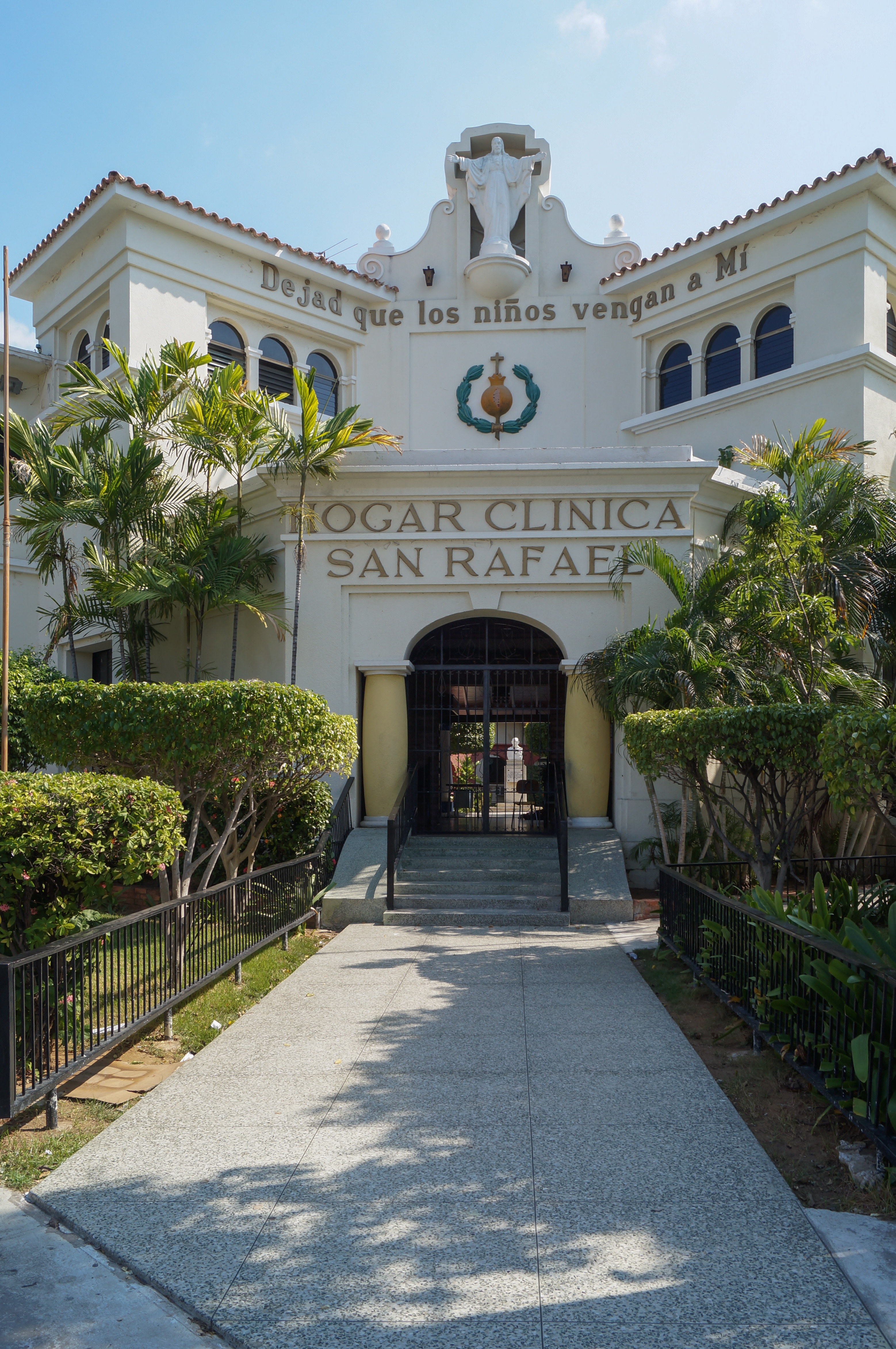
Cartel escrito en español europeo «Dejad que los niños vengan a mí» Hogar Clínica San Rafael, Zulia, Venezuela

## Influencia extranjera
A lo largo de su historia el castellano venezolano ha absorbido o sido influenciado por las varias olas inmigrantes, las actividades económicas e industriales que se han desarrollado en el país, Entre las cuales se pueden encontrar:

### Influencia delitaliano
| Expresión        | Significado/Origen |
| ---------------- | --- |
| Qué pecao/pecado | De la expresión che peccato; expresa empatía por una situación desfavorable o desestima de forma sarcástica las circunstancias que una persona pueda considerar negativas. |
| Birra            | Cerveza, en italiano. La palabra es muy frecuente en Argentina también y, en menor medida, en España. Está incluida en el diccionario de la RAE, sin anotación geográfica específica. |
| Chao             | De ciao; seguramente es el modismo italiano más común que ha entrado en las expresiones venezolanas, así como en muchísimos idiomas en todo el mundo. Chao se utiliza como despedida amistosa en toda Venezuela, uso compartido con varios países de habla hispana.                                                                                |
| ¡École cuá!      | Una manera jocosa de decir ‘¡exacto!’ que deriva del italiano eccoli qua! (‘acá están’), también compartida con Chile. En España se dice equili cuá. |
| Mortadela        | De mortadella, palabra común a todo el ámbito hispano y a otros idiomas también. Si bien se refiere generalmente al embutido, en el habla coloquial se emplea de forma jocosa para referirse a una persona fallecida o a algún asunto ya expirado.                                                                                                 |
| Nono, -a         | De nonno y nonna, las palabras significan abuelo y abuela. Este italianismo se da también en Argentina y Uruguay. Está en el diccionario de americanismos. |
| Pasticho         | De pasticcio, para referirse a la lasaña, otro italianismo de ámbito culinario. Es recogida tanto por el diccionario de la RAE como por el de americanismos, como propia de Argentina y Venezuela. |
| Piano, piano     | Poco a poco o lentamente. |
| Pichón           | De piccione (paloma); su historia se remonta a cuando los trabajadores distribuían el agua a través de bombas, y estas tenían estas palabras escritas en ellas. Es común la expresión «échale pichón». La palabra es recogida por la Real Academia como italianismo sin que se mencione su área de uso y se usa tanto en España como en Argentina. |
| Malandro         | De malandrino; Delincuente. |
| Torta            | De torta traducido como pastel o tarta, es usado para referirse al pastel de cumpleaños |

### Influencia delfrancés
| Expresión            | Significado/Origen |
| -------------------- | --- |
| Argot                | (Pronunciado /arˈgot/), para referirse a un lenguaje específico utilizado en categorías sociales, profesiones, procedencias, o aficiones. |
| Aló                  | Proveniente del francés allô palabra que se utiliza al responder una llamada teléfónica. |
| Boutique             | (Pronunciado /buˈtik/), para referirse a una tienda de ropa selecta de marca. |
| Baguette             | (Pronunciado /baˈget/), para referirse a una barra de pan estrecha y alargada. Si bien suele usarse poco, dándose la preferencia a términos como canilla o pan francés para nombrar la misma. |
| Bulevar              | Del francés boulevard. |
| Corotos              | Palabra utilizada por el presidente Antonio Guzmán Blanco; cada vez que él y su esposa se mudaban en Caracas, Guzmán Blanco le indicaba a sus empleados que tuvieran cuidado con las pinturas de la colección de su esposa, obras realizadas por Camille Corot, y que él apodaba «los Corots». - Recientes investigaciones han determinado la posibilidad que la palabra «coroto» no provenga del nombre del pintor francés Jean-Baptiste-Camille Corot. La voz, tal vez, sea en realidad de origen indígena y designaba un recipiente para tomar agua. En 1823, cuando el artista parisino era apenas un aprendiz, el abogado dominicano Núñez de Cáceres la utilizaba en el libro Memoria de Venezuela y Caracas como sinónimo de «cosa». |
| Cruasán              | (Pronunciado en algunas partes como /kɾwaˈsan/), del francés croissant para referirse a un pastel hecho con masa de hojaldre, levadura y mantequilla. |
| Fondue               | (Pronunciado /fonˈdju/), para referirse a una comida a base de queso fundido. |
| Gourmet              | (Pronunciado /gurˈmet/), para referirse a una persona aficionada a las comidas exquisitas o a un tipo de comida específico. |
| Mousse               | (Pronunciado /mus/), para referirse a un platillo preparado con claras de huevo que dan consistencia esponjosa a los ingredientes dulces o salados que lo componen. |
| Musiú                | Proveniente de Monsieur que significa señor, para referirse a las personas extranjeras. También era el apodo del fallecido presentador de televisión Marco Antonio Lacavalerie. |
| Petit pois, petipuás | Proveniente de (petit pois, o /peˈti ˈpwa/) que significa Guisante. |
| Papel toilet         | (Pronunciado /twaˈle/) papel de baño. |
| Tour                 | (Pronunciado /tur/) para indicar el recorrido por algún sitio. |

### Influencia delinglés británico
| Expresión     | Significado/Origen |
| ------------- | --- |
| Teipe         | De tape, para referirse a la cinta aislante. |
| Buseta        | De bus, para referirse al medio de transporte público. |
| Chamo         | De chum, que en inglés significa camarada, compañero, o condiscípulo.                                                                                           |
| Chivo         | Jefe, de chief y chiefs que significa jefe y jefes respectivamente en inglés.                                                                                   |
| Chor          | De short, que significa ‘pantalón corto’. |
| Ferry o Ferri | De ferry o ferryboat, para referirse a un transbordador. |
| Fino          | De fine (bueno, de buena calidad), como en la expresión «¡qué fino!».                                                                                           |
| Franela       | De flannel, una prenda de vestir (la camiseta tipo t-shirt). |
| Guaya         | De wire (/guáier/), al referirse a un cable metálico. |
| Macundales    | Palabra que hace referencia al proceso de exploración de la industria de hidrocarburos en Venezuela; se utilizaron unos machetes ingleses de marca Mc and Dale. |
| Panqueca      | De pancake, palabra que hace referencia a las tortitas. |
| Pipa          | De pipe, que significa ‘tubo’. |
| Sánduiche     | De sándwich, para referirse al pan rebanado en lonjas cuadradas, o al plato (Emparedado).                                                                       |

### Influencia delinglés estadounidense
Es también notar que muchas palabras del habla inglesa se han incorporado al vocabulario del venezolano, siendo éstas muchas veces más comunes que su equivalentes en español, a causa de la gran influencia que ha tenido Estados Unidos en la región desde comienzos del siglo XX. También en esto juegan un importante papel las series de televisión y películas importadas de ese país.
| Expresión        | Significado/Origen |
| ---------------- | --- |
| Blue jean o jean | (Pronunciado /bluˈʝin/ y /ʝin/ respectivamente) de blue jean, al referirse a cualquier tipo de pantalón de tela de mezclilla (Pantalón vaquero).  |
| Cachifa          | (Sirvienta de hogar) del diminutivo inglés k-chief (kitchen chief, que significa ‘jefa de la cocina’).                                            |
| Chiquiluki       | Del inglés chic and lucky. Algo chiquiluki es algo que luce bien. Normalmente usada por la jerga malandra caraqueña.                              |
| Cotufa           | De corn to fry, que significa ‘maíz para freír’, esto para referirse a las palomitas de maíz. (Cotufa,es de Origen Español de las Islas Canarias) |
| Frízer           | De freezer, al referirse al congelador. |
| Gasoil           | De gas oil, al referirse al gasóleo. |
| Guachimán        | De watchman, al referirse a los vigilantes. |
| Guaya            | De wire (/waɪɚ/), al referirse a un cable metálico.                                                                                               |
| Güircho/a        | De wild child, usado en los campos petroleros partir de los inicios deL siglo XX                                                                  |
| Okey             | De la expresión OK (/oʊˈkeɪ/). |
| Pana             | De partner, que significa ‘compañero’. |
| Pipa             | De pipe, que significa ‘tubo’. |

Los venezolanos utilizan algunas palabras en inglés que tienen equivalente en español. Por ejemplo:
- Full:  Completo, saturado, repleto.
- Ticket:  Boleto.
- Selfie:  Foto del mismo.

### Influencia de África
| Expresión | Significado/Origen |
| --------- | --- |
| Bemba     | Boca grande y de labios muy gruesos. |
| Cambur    | Término proveniente de las lenguas guanches. Significa banana. También hace referencia a un cargo dentro del gobierno, en especial si es de alta jerarquía.                                                                                        |
| Caraota   | Frijol (Phaseolus vulgaris) |
| Chévere   | Bueno, excelente, neologismo originario del idioma efik, introducido en Venezuela a comienzos del siglo XIX por inmigrantes africanos provenientes de Nigeria; es un término aceptado por la Real Academia Española y difundido en Hispanoamérica. |

### Influencia delportugués brasileño
- Criollo: De crioulo y este de criar y significa idílicamente "de la tierra nuestra".

### Influencia delárabe
- Patilla «citrullus lanatus» de "بطيخة" /batikha/.[15]

### Influencia comercial
En Venezuela existen muchas palabras pronunciadas de forma diferente a su escritura que en realidad son nombres propios de productos terminados o de las marcas de dichos productos, lo que se conoce como marca vulgarizada o vulgarización. Esto se debe principalmente a la novedad que representaba tal producto al momento de llegar a Venezuela y poco a poco se han incorporado al vocabulario del venezolano.
Ejemplo de esto son palabras como:
| Expresión             | Significado/Origen |
| --------------------- | --- |
| Ace                   | Detergente en polvo para lavar ropa conocido alrededor del mundo como Tide. |
| Baygón                | Insecticida en aerosol de la marca S.C. Johnson, antiguamente propiedad de Bayer. |
| Celoven               | Cinta adhesiva. |
| Chiiz Güiz o Chiz Gui | Proveniente de Cheez Whiz de Kraft, para referirse al queso fundido para untar. |
| Confleis              | Proveniente de Corn Flakes de Kellogg's, para referirse a las hojuelas de maíz tostado o al cereal, que comúnmente se come en el desayuno. |
| Fruti lupis           | Proveniente de Froot Loops de Kellogg's, para referirse al cereal de origen estadounidense. |
| Diablito              | Proveniente de Diablitos Under Wood, refiriéndose al jamón endiablado. |
| Flí                   | Proveniente de FLIT, marca de un antiguo insecticida líquido rociado con bomba. |
| Jeep                  | Proveniente de Jeep, marca de vehículos todoterreno propiedad de Chrysler (ejemplo jeep Nissan, jeep Toyota). Se pluraliza como los yises, especialmente en las favelas o barrios del área metropolitana de Caracas donde se usan como medio de transporte. |
| Harina Pan            | Proveniente de harina PAN, harina precocida de maíz. |
| Mavesa                | Proveniente de Mavesa, marca de margarina hoy propiedad de Alimentos Polar. Si bien su uso es poco común, pues la mayoría de las personas en este país a la margarina le suelen denominar impropiamente mantequilla (por ejemplo "mantequilla Mavesa").     |
| Mum Bolita            | Proveniente de la marca Mum, desodorante roll-on. |
| Nestí                 | Proveniente de Nestea, para referirse al té helado. |
| Plagatox              | Espiral repelente de insectos voladores (mosquitos) |
| Prestobarba           | Proveniente de Prestobarba de Gillette, para referirse a la maquinilla de afeitar desechable. |
| Sopa Maggi            | Proveniente de Maggi para referirse a la sopa instantánea deshidratada. También se le llama Sopa Continental. |
| Toddy, Taco o Nesquik | Proveniente de Toddy, Taco y Nesquik para referirse a las bebidas achocolatadas solubles en leche. El primero de ellos es el más usado. |
| Torondoy              | Manera de referirse al queso gouda de la marca Torondoy, si bien también se le llama queso amarillo. |

## Principales dialectos
La variedades del idioma castellano venezolano se pueden clasificar en los siguientes dialectos:

### Dialecto caraqueño - central

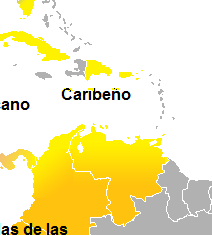
Variante dialectal caribeña del español venezolano.

Acento característico cuyo uso es muy común en estados como Distrito Capital, Vargas, Miranda, Aragua y  Carabobo. Además es el principal dialecto usado en los medios televisivos nacionales y posee una influencia léxica relativamente amplia en los demás dialectos venezolanos, siendo el dialecto estándar del país y el estereotipo del español venezolano a nivel internacional.

### Dialecto zuliano - marabino

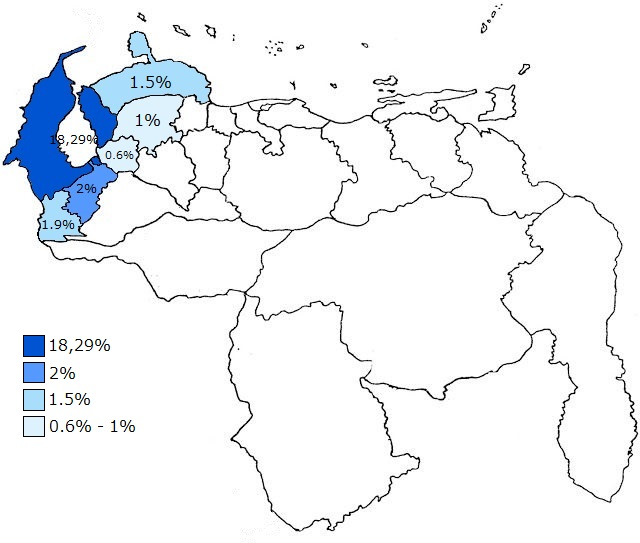
Porcentaje de hablantes que vosean.

Hablado principalmente en el estado Zulia, y en el municipio Mauroa, Falcón, diferenciado por el voseo y en muchos casos tuteo, inexistente en el resto del país excepto en el estado Falcón y en algunos casos en Trujillo esto por ser estados cercanos a Zulia, además de un acento y uso de palabras claramente diferentes. Es una de las pocas partes de América donde se practica el voseo singular con la declinación verbal plural, es decir «vos bailáis» en vez de «vos bailás», tal como se usa en algunas partes del (estado Falcón) y en muchos países hispanoamericanos, por ejemplo Argentina, Costa Rica, Colombia (algunas zonas), El Salvador, Honduras, Cuba, Nicaragua y Uruguay.

### Dialecto andino - gocho
Hablado en los estados donde inicia la Cordillera de los Andes, (Región de los Andes): Trujillo, Mérida y Táchira y pequeñas partes de Barinas y Apure. También es muy particular, como sucede con el marabino, pero a diferencia de este, utiliza el «usted» en lugar del «vos» (que también se usa, de forma minoritaria, con tendencia a la obsolescencia). También utilizan la palabra «toche» (grosería) que deriva de un ave particular de la región. La mayoría pronuncian la letra f aspirada como [x] (sonido de la j), por ejemplo «una julana» (fulana), «muy projundo» (profundo), etc. Guarda cierta similitud con el dialecto andino colombiano, de hecho los habitantes del resto del país suelen identificar o confundir el acento andino venezolano más con los dialectos de Colombia que con los venezolanos dada su cercanía geográfica, es llamado también Gocho pero de manera peyorativa en algunos estados. El voseo también es hablado en la región andina por una minoría de hablantes, concretamente utilizado al noreste del estado Mérida, tiene cierta similitud con el voseo rioplatense.

### Dialecto llanero
Es el dialecto hablado en los llanos venezolanos, una de sus características es un considerable léxico aborigen. La letra s se aspira, así se tiene:
―¿Vaj [vas] a arriá el ganao?
―Ji [sí]. 
Se habla en los estados llaneros de Guárico, Portuguesa, Cojedes, Barinas, Apure y partes de Anzoátegui y Monagas.

### Dialecto centroccidental - Guaro
Hablado inicialmente en Barquisimeto, y El Tocuyo, se fue extendiendo por todo el este, sur y sureste del estado Lara y otros estados del Centroccidente y norte del estado Portuguesa donde es comprendido ampliamente. Se caracteriza por su acento que va de suave a diferenciado dependiendo de la zona de la región y supresión del sonido [r]  en el habla informal al momento de usar los verbos en infinitivo («voy a comé»). Esta variación del castellano a su vez sufre algunos barbarismos en el lenguaje cotidiano o informal al suprimirse el sonido de [d] en el participio pasado de los verbos cuando se emplea el presente perfecto en oraciones negativas («no he estudia'o ná, no has compra'o lo que te dije, ella no lo ha trai'o»). A nivel fonético, por otra vez, se suele escuchar expresiones como «para que lo reviséjm», en lugar de «para que tú lo revises», «pa' que lo traigájm» en lugar de «para que tu lo traigas»; es decir se cambia el sonido de la [s] por el de [jm] - un sonido meramente nasal - acentuándose la última vocal presente en la última sílaba «arrójm, tréjm, dójm». También usa como expresión el «Naguará», que de acuerdo a la entonación o énfasis empleado determina el uso pero tampoco tiene un significado específico («Naguará, me gané una máquina» o «Naguará choqué mi carro», «¿Qué es esa guarandinga?»). Otras expresiones guaras son «vasié» o «sié'cará» (de desacuerdo o incredulidad), «¡Ah mundo!» (añoranza), «ah, mal haya» (de deseo), «ah vaina güena» (excelente, calidad), «caca» (de asco), «adiú» (para expresar equivocación), etc.
Otro fenómeno lingüístico presente en la variante Guaro o Guarilandés es la repetición del verbo ser en las oraciones y preguntas con connotaciones despectivas: «Martín como que es achanta'o éjm» «eres gafo éjm». Acotandose que el sonido de [s] se cambia por el sonido nasal [jm], «¿y fuí yo fué» «¿y fué que Filomena se fué, fué?». Asimismo el doble ya «¿Ya compraste ya?» «ya llegue ya», similar a una alocución en el tiempo gramatical doble perfecto.
Esta variante además de ser apreciada en el estado Lara, es notable también su influencia en parte del estado Falcón, particularmente en Punto Fijo. Cabe destacar que existe una variante del mismo llamada coriano que se habla en Falcón, donde se pierde la d intervocálica; así se tienen barbarismos como rue'a (por «rueda»), crú'o (por «crudo»), mú'o (por «mudo»), ma'úro (por «maduro»), mié'o (por «miedo»), etc.

#### Algunas expresiones del español guaro/guarilandés
| Dialecto Guaro               | Castellano                                                                          | Ejemplo                                                  |
| ---------------------------- | ----------------------------------------------------------------------------------- | -------------------------------------------------------- |
| En la copita                 | Arriba/Encima de algo                                                               | En la copita 'e la mata 'e mango                         |
| Ah malaya                    | ¡que mala suerte!                                                                   | Ah malaya, se me que'ó Algebra                           |
| Ansias                       | Ganas de vomitar                                                                    | Ese olor me da muchas ansias                             |
| Canapial                     | Borracho indigente                                                                  | No me gusta meterme por esa calle, hay muchos canapiales |
| Carotiá'o                    | forma despectiva o jocosa de referirse a un comportamiento amanerado                | aaayyyy, tú como estás carotiá'o éjm                     |
| Cagalera                     | Un tipos de rosquillas grandes y dulces de color rojo, parecido a las hemorroides   | ¿a cuánto tiene las cagaleras?                           |
| Muergano                     | Una forma menos despectiva de referirse a la madre o progenitora de alguna persona. | tú mismo, muergano                                       |
| Panchero                     | Traidor, oportunista                                                                | tú si eres panchero                                      |
| Mangüerear                   | Perder el tiempo                                                                    | y la muy linda en el liceo, mangüereando...              |
| Pá' cojéte                   | A mi no me estafas/friegas                                                          | A: ¡tú me debes plata! B: Siééécará', pá' cojéte         |
| uffff                        | hace mucho tiempo                                                                   | A: epa ¿y te graduastes? B: ussss                        |
| Yuso/yusito                  | Perro de inferior raza                                                              | Mi papá trajo un yusito pá' la casa                      |
| Caca                         | ¡qué asco! O ¡No lo toques!                                                         | Eso está to' lleno 'e vómito, ¡caca!                     |
| Pendiente del bambino agua'o | atontado, distraído, alelado.                                                       | Te caíste por andar pendiente del bambino agua'o         |

### Dialecto oriental - margariteño
Es utilizado principalmente en la Isla de Margarita, y ciudades costeras como Barcelona, Cumaná, Carúpano, aunque también se extiende entre la mayoría de la población de los estados  Anzoátegui, Monagas, Nueva Esparta y Sucre reconocida por la transliteración de la /l/ en /r/, además de otras peculiaridades (orientar por «oriental» y orientá por «orientar», por ejemplo). Es usado un lenguaje familiar, se tiende a cambiar el artículo el por er, ejemplos serían «er mar» (‘el mar’), «er sor» (‘el sol’), «er pájaro cantaor» (‘el pájaro cantador’). La difusión o extensión del margariteño hacia otras áreas del oriente venezolano obedece al hecho de que Margarita es una isla en la que la pesca y el turismo constituyen actividades importantes, además de ser también una zona de emigración tradicional hacia otros lugares relativamente cercanos del continente, lo cual favoreció el contacto y, por ende, la homogeneización en el lenguaje. También es muy común el ceceo (pronuciar la c, s y z como la z española); así mismo se emplea como expresión de asombro la palabra «¡muchacho!» o «¡muchacha!». Esta modalidad del lenguaje se extiende también por toda la región nororiental (los estados Anzoátegui, Monagas, Nueva Esparta y Sucre).
- Mijo: Se le llama m’hijo (que significa ‘mi hijo’ pero en un sentido generalmente ligado al asombro ―como una interjección―). Su diminutivo Mijito es usado de forma despectiva cuando es acentuado en la segunda "i" (Mijíto), pero cuando es acentuado en la "o" (Mijitó o Mijó) se usa de forma general amistosa.
- Compái: Compadre./ Comái: Comadre.
- Hijo 'er diablo: Utilizado como expresión de ‘muchacho travieso’.
- Encantado:  Persona que no presta atención a lo que hace, es sinónimo de "gafo". Ejemplo "muchacho'er diablo, tú está' encanta'o, no pones cuida'o".
- ¡Mayor...!: Denota asombro por el gran tamaño de una cosa en específico.
- ¡Madre...!: Expresa asombro por algo, o indignación por una calumnia. Se usa mayormente en la isla de Margarita.
- Papa/Mama: Se utiliza para referirse a los padres (es lo mismo que "Papá" y "Mamá", pero sin acento). También se utilizan las expresiones "Papa abuelo" y "Mama abuela" para referirse a los abuelos, sobre todo cuando éstos son los que han criado a la persona. Estos términos son de uso común en la isla de Margarita.
- Pay/May: estos términos también se utilizan para referirse a los padres. Por ejemplo: «Juan se fue a casa de su may», para referirse a la madre. «Tu pay me regaló esto», para referirse al padre.
- ¡Ay, Virgen der Valle! Expresión de sorpresa, asombro o dolor. El oriental suele ser muy aferrado a la religión católica.
- Completación con o al final de los nombres propios y acentuando en esta. El Margariteño oriental suele anexar la vocal o al final de nombres propios usando diminutivos o agregando directamente, sin importar el género, ejemplos serían Luisit'ó por Luis, Sandra'ó por Sandra, María'ó por María, etc.

- Picha: nombre que se usa para referirse a las canicas en el oriente venezolano. En otras partes del país, se les conoce como metras.

- Guaratara: nombre que se le da a una piedra de tamaño grande.

### Dialecto caroreño
Hablado inicialmente en el oeste del estado Lara, en el Municipio Caroreño Autónomo Torres, y extendiéndose hacia el suroeste y noreste durante una histórica conexión y dominación de la identidad caroreña (caroreñismo) sobre estas localidades. Actualmente existe una conexión municipal y mancomunidad que forma la Región Caroreña, tales como son los municipios Urdaneta, Baralt, Silva, Iturriza y Palmasola. Esta región de Venezuela, mantiene una especie de castellano parecido al castellano rioplatense (de uso paralelo oficial entre voseo y tuteo) con jerga propia y muy antigua, con influencia canaria, africana, indígena (achagua y caquetía), gallega y catalana. Se caracteriza por un marcado acento sonoro de fuerte tonalidad y a veces, con exageración. A nivel fonético se logra apreciar la eliminación de la 'R', 'S' y de la 'D' en el participio pasado. La 'S' muchas veces es cambiada por una especie de 'H' soplada y en pocos casos, aspirada o sustituida por 'J'. Comúnmente suelen cambiar la 'I' por la 'E', como 'deferencea', 'cambea' o 'poleséa'. Se suele usar el voseo y el tuteo en una misma oración, aunque el voseo es por porcentaje más usado que el tuteo. En este dialecto se usa la palabra 'Pues' para reemplazar afirmaciones como 'Sí, claro o por supuesto'. También es conocida por sus expresiones emblemáticas como 'ah diablo, chiahblo, chiah, diah, dianche o diantre'. En muchas ocasiones se puede apreciar el juego de palabras que hacen con otras de uso cotidiano finalizándolas con 'chiah', como 'verchiah, nojochiah...'. Tienen su propia manera de referirse al transporte, nada semejante a lo que se usa en el resto del país. También tienen sus propios nombres para referirse a juegos y cosas de uso cotidiano y no tan cotidiano. El escritor argentino de fama mundial, Adolfo Bioy Casares, logró registrar unas 500 palabras Rioplatenses en su paso por la Carora, antes de morir. Tiempo después, los profesores caroreños, Gerardo Castillo y Pablo Arapé, tuvieron la iniciativa de escribir un Diccionario de Caroreñismos, para que los foráneos pudiesen lograr investigar lo que el caroreño está tratando de decir. Se utiliza 'papa viejo y mamá vieja" para referirse al bisabuelo y bisabuela. Durante los desastres políticos y naturales, el caos siempre es culpa del diablo y utilizan una expresión muy conocida '¡Se soltó el diablo e' Carora!'. .

#### Particularidades

##### Transporte
- Un libre: es un taxi
- Un taxi: es un bus de ruta concreta
- Un rapidito: es un transporte de cooperativa por puesto o taxi colectivo (también se emplea en Barquisimeto y todo el estado Lara).
- Un milero: es un transporte más barato e informal

##### Objetos y alimentos
- Yaquis: es pimpón o pimpín
- Honda: es fonda
- Budare: es parrilla o plancha (se utiliza budare, pero de menor uso)
- Chancleta / Chancla: sandalias
- Chupi Chupi / Polo: es bambino

##### Expresiones comunes caroreñás
- ¿Vajacré?: usada para preguntar si algo es certero.
- ¿Me ajumó?: usada para referirse a una situación de extrañeza o confusión.
- Pendejo: usada para referirse a algo grande, en demasía. Por ejemplo: ¡Ah pendeja casa!, ¡Ah pendejo embuste! o ¡Ah pendejo gafo!
- Azogue: usada en esta región como sinónimo de 'ladilla, tener mucha energía o estar muy agitado'.
- Ajilao: usada como sinónimo de 'salir rápido y en silencio'.
- Chilinchar: usada como sinónimo de 'chismear'.
- Tallao: usada como sinónimo de 'golpe'.
- Ayú: es usada cuando alguien se equivoca en algo.
- Ah diablo: equivalente al na'guará barquisimetano.

### Excepciones
Cabe destacar que en las zonas más deprimidas del país (favelas o «barrios») también se suele emplear un tipo de argot llamado popularmente jerga de malandreo, la cual es bastante mal vista debido a que la emplean mayormente los delincuentes. Y de vez en cuando se ve en la clase media, este tipo de dialecto es una mezcla entre el dominicano y el puertorriqueño, cambiando muchas veces [r] por [l], como por ejemplo: Que es lo que es, menol en vez de menor.